# Lindsaea surinamensis
Lindsaea surinamensis là một loài dương xỉ trong họ Lindsaeaceae. Loài này được Posth. mô tả khoa học đầu tiên năm 1927.